# Никарагуанская гражданская война (1926—1927)
Никарагуанская гражданская война (1926—1927), или Конституционалистская война (исп. Guerra Constitucionalista de Nicaragua), началась после государственного переворота Эмилиано Чаморро, члена Консервативной партии Никарагуа, свергнувшего демократически избранное правительство и вызвавшего восстание сторонников Либеральной партии. Конфликт подошел к концу после военного и дипломатического вмешательства США. Хотя гражданская война подошла к концу, либеральный генерал Аугусто Сесара Сандино отказался сложить оружие и вел борьбу против правительства Никарагуа и Корпуса морской пехоты США до 1933 года.

## Предыстория
Никарагуа была оккупирована американскими морскими пехотинцами со времен гражданской войны 1912 года. Президентские выборы 1924 года привели к власти коалиционное правительство, и лидер Консервативной партии Карлос Солорсано стал президентом, а либерал Хуан Б. Сакаса — вице-президентом. После этого силы США решили, что могут безопасно покинуть Никарагуа. Морские пехотинцы были отозваны 3 августа 1925 года. Вскоре после этого, 28 августа 1925 года, Эмилиано Чаморро, бывший президент Никарагуа и член Консервативной партии, инициировал государственный переворот: его «ультраконсервативные партизаны» захватили крепость Лома, господствовавшую над Манагуа, заставив Солорсано и Сакасу бежать из страны. Чаморро также изгнал всех либералов из Никарагуанского конгресса. Соединенные Штаты отказались признать режим Чаморро, поскольку он пришел к власти через «неконституционные средства».

## Война
Ситуация вызвала гражданскую войну 2 мая 1926 года, когда группа либеральных изгнанников высадилась в Блуфилдс. Вскоре все восточное побережье Никарагуа охватило восстание. Либеральные повстанцы носили красные шляпы, в то время как консерваторы одели синие цвета. При этом многие солдаты носили при себе шляпы обоих цветов на случай, если они будут ранены и им будет необходима медицинская помощь со стороны противника. Первым командиром либералов на этом побережье стал Хосе Мария Монкада, который боролся за то, чтобы сделать президентом изгнанного доктора Сакасу. Другим либеральным генералом был Анастасио Сомоса Гарсия, который возглавлял армию в юго-западной части Никарагуа. Американские морские пехотинцы и моряки были отправлены занять порты страны для создания «нейтральных зон», что предотвратило бы бои в этих районах, но при этом подтолкнуло либеральных повстанцев внутрь страны. Соединенные Штаты были глубоко обеспокоены ситуацией в Никарагуа, поскольку левое правительство Мексики снабжало повстанцев оружием.
Чтобы положить конец конфликту, Соединенные Штаты договорились о перемирии, и дипломат Лоуренс Деннис собрал представителей консерваторов и либералов на борту USS Denver 1 октября 1926 года. Однако переговоры провалились, и вскоре возобновились боевые действия. 11 ноября 1926 года Чаморро отказался от поста президента, оставив власть Себастьяну Урисе. 14 ноября Адольфо Диас, которого Соединенные Штаты называли «нашим никарагуанцем», стал президентом и был признан США. Сакаса вернулся в Никарагуа 1 декабря 1926 года, прибыв в порт Пуэрто-Кабесас и провозгласив параллельное правительство, которое было признано Мексикой. В январе 1927 года президент США Калвин Кулидж снял эмбарго на поставки оружия никарагуанскому правительству, разрешив своей стране юридически оказывать военную помощь консерваторам. В январе 1927 года в Никарагуа было направлено 3900 американских пехотинцев, 865 морских пехотинцев и 215 офицеров; побережье блокировали 16 американских военных кораблей.
Силы Монкады начали марш на запад в направлении Манагуа, громя на пути консервативные силы. Тем временем либералы во главе с Франсиско Парахоном ударили по городу Чинандега, начав одно из самых тяжелых сражений в войне. Битва продолжалась с 6 по 9 февраля 1927 года: 500 защитников-консерваторов столкнулись с 600—2000 либералов, что обернулось сотнями убитых с каждой из сторон. Во время боевых действий большая часть города была разрушена огнем. Пожар был вызван действиями либералов или гражданских мародеров, но многие обвиняли в нем два американских самолета, круживших на городом. В конце концов повстанцы были изгнаны из города после уличных боев.
С продвижением либералов в Манагуа Соединенные Штаты оказались на пороге открытой войны. Они не могли позволить режиму, поддерживаемому мексиканцами, прийти к власти в регионе. Диас усилил американские страхи перед коммунизмом, заявив, что повстанцы были большевиками по своей природе.

## Мир в Типитапе
Рассчитывая положить конец гражданской войне без повторной оккупации Никарагуа, Кулидж отправил Генри Л. Стимсона для организации переговоров о прекращении военных действий. Стимсон встретился с Монкадой в городе Типитапа 4 мая 1927 года. Здесь Монкада согласился заключить мир, прекратив тем самым конфликт. Условия мира заключались в том, что Адольфо Диас оставался президентом до тех пор, пока в 1928 году не будут проведены новые выборы под контролем США, обе стороны подлежали разоружению, создавалась новая Национальная гвардия. Любой солдат, который сдавал ружье или пулемет, получал эквивалент 10 долларов США. В целом либералы сдали 31 пулемет и 3 704 винтовки, в то время как консерваторы сдали 308 пулеметов и 10 445 винтовок.

## Последствия
Несмотря на официальное прекращение боевых действий, американские морские пехотинцы столкнулись c ренегатами-либералами, возможно, во главе с Франсиско Сикейрой («Генерал Кабулья») в бою при Ла-Пас-Сентро 16 мая 1927 года. Два американца были смертельно ранены, по меньшей мере четырнадцать никарагуанцев погибли в перестрелке.
Августо Сесар Сандино расценил мирное урегулирование как предательство Монкады и вёл партизанскую войну против морской пехоты США и Национальной гвардии Никарагуа до 1933 года. Первая битва его восстания произошла в Окотале 16 июля 1927 года.